# Недруковані символи текстових процесорів
Недруковані символи або Знаки форматування — це символи, що використовуються для форматування тексту у текстових процесорах і не відображаються під час друку. Також є можливість налаштувати їх відображення на моніторі. 
До недрукованих символів текстових процесорів належать знаки абзацу, нового рядка, пропуску, нерозривного пропуску, табуляції, тощо. Недруковані символи текстових процесорів відіграють важливу роль у форматуванні та вигляді тексту, хоча їх можна не бачити на друкованому або екрані. Недруковані символи є невід'ємною частиною текстового процесу та забезпечують чіткість, порядок та легке читання тексту як для людей, так і для програм. Вони додають структуру та форматування, роблячи текст більш зручним для розуміння та обробки.

## Символи
Для відображення символів на екрані монітору у Microsoft Word (вкладка «Основне», англ. Home) чи OpenOffice (верхня панель) слід натиснути на значок ¶. Будуть відображатись наступні символи.
- Пропуск, кожен знак буде відображено ·.
- Нерозривний пропуск (°) — це символ пробілу, який запобігає автоматичному розриву рядка в його позиції.
- Символ абзацу[en] (¶).
- Символ кінця рядка (↵) — розриває рядок та розміщує рядки поряд один з одним, без інтервалу абзацу. При операціях вирівнювання дія здійснюється над обома рядками.
- Знак табуляції (→) — використовується для вирівнювання тексту по горизонталі. Якщо курсор встановлено на початку абзацу, при одноразовому натисканні на клавішу TAB автозаміна зазвичай вставляє пропуск початку абзацу.
- М'який перенос (¬) — прихований розділювач для переносу слів у місцях, вказаних користувачем, незалежно від автоматичного переносу.
- Комірка таблиці (¤) — після увімкнення відображення недрукованих символів з'являється автоматично у кожній клітинці[2].
- Розриви сторінки (············Розрив сторінки············), розділу (::::::::::Розрив розділу::::::::::) та колонки[1].

## Комбінації клавіш
| Назва               | Звичайний вигляд      | Звичайна комбінація клавіш для Microsoft Word, LibreOffice, OpenOffice (із 3.0) | Комбінації у інших текстових процесорах                                  | Введення у Microsoft Windows                  | Назва в юнікоді | Код в юнікоді (HEX) | Код в юнікоді (DEC) |
| ------------------- | --------------------- | ------------------------------------------------------------------------------- | ------------------------------------------------------------------------ | --------------------------------------------- | --------------- | ------------------- | ------------------- |
| Пропуск             | ·                     | Space                                                                           |                                                                          |                                               | SPACE           | 0x20                | 0032                |
| Нерозривний пропуск | °                     | Ctrl+⇧ Shift+Space                                                              | Ctrl+Space для FrameMaker, LyX (не-Mac), OpenOffice (до 3.0),WordPerfect | Alt+0+1+6+0 або Alt+2+5+5 (не завжди працює)  | NO-BREAK SPACE  | 00A0                | 0160                |
| Символ абзацу       | ¶                     | ↵ Enter                                                                         |                                                                          | Alt+0182 або Alt+20 (на цифровій клавіатурі). |                 |                     |                     |
| Символ кінця рядка  | ↵                     | ⇧ Shift+↵ Enter                                                                 |                                                                          |                                               |                 |                     |                     |
| Знак табуляції      | →                     | Tab ↹                                                                           |                                                                          |                                               |                 |                     |                     |
| М'який перенос      | ¬                     | Ctrl+-                                                                          |                                                                          |                                               |                 |                     | 2011                |
| Розрив сторінки     | ···Розрив сторінки··· | Ctrl+↵ Enter                                                                    |                                                                          |                                               |                 |                     |                     |

Популярні комбінації клавіш:
Ctrl + C / Ctrl + V / Ctrl + X:
Копіювання, вставка та вирізання.
Ctrl + Z / Ctrl + Y:
Скасувати та повторити дію.
Alt + Tab:
Перемикання між вікнами.
Win + D (на Windows) / Command + F3 (на MacOS):
Мінімізація всіх вікон і перехід до робочого столу.